# Canal Digitaal
Canal Digitaal est un opérateur de télévision par satellite néerlandais. Implanté à Hilversum, il diffuse un bouquet numérique depuis deux satellites Astra (Astra 19,2° est et Astra 23,5° est) à destination du public néerlandais. Comme son cousin flamand TV Vlaanderen Digitaal, il est la propriété de la société M7 Group (en) (Canal+ Luxembourg S.a.r.l.) qui depuis septembre 2019 fait part de Vivendi/Canal+.

## Activités
Initialement conçu comme une alternative à la télévision câblée dans des zones où celle-ci n'était pas présente, le bouquet concurrence aujourd'hui directement les câblo-opérateurs jusque dans leurs bastions urbains, et ce malgré un code de l'urbanisme qui limite parfois la pose d'antenne paraboliques sur les immeubles. L'abonnement est théoriquement limité aux Pays-Bas et nécessite de disposer d'une adresse postale sur le territoire néerlandais.
Une antenne parabolique équipée de deux LNB est nécessaire pour disposer de l'ensemble de l'offre, chaînes et services interactifs étant écartelés entre deux positions orbitales (19,2° est et 23,5° est). Un terminal numérique DVB-S équipé d'une interface MediaGuard est également requis. À l'instar des chaînes belges et françaises, et au contraire des chaînes anglaises ou allemandes, les programmes des chaînes nationales (y compris les chaînes publiques) ne peuvent être reçus sans disposer d'une carte à puce, limitant en théorie leur réception au territoire néerlandais pour des questions de droit. Ils sont cependant gratuit et distinct de l'offre commerciale de Canal Digitaal. Une dizaine de chaînes régionales (RTV Noord, Omroep Brabant, Omrop Frise…) est diffusée en clair (accessible sans carte à puce dans l'ensemble de l'Europe occidentale) sur le satellite Astra 3A (23,5°).
Le forfait de base comprend en 2009 (outre les trois chaines publiques NPO 1, NPO 2 et NPO 3) les chaînes privées du groupe RTL, SBS6, Net5 et Veronica, auxquelles s'ajoutent notamment les chaînes thématiques Discovery Channel, Comedy Central, Nickelodeon, MTV ou Eurosport. Il est également possible de souscrire à d'autre forfaits et à des chaînes optionnelles (cinéma, sport, adulte).